# 温泉医ぽっかや診療所事件カルテ
『温泉医ぽっかや診療所事件カルテ』（おんせんいぽっかやしんりょうじょじけんカルテ）は、2001年から2009年までテレビ朝日系「土曜ワイド劇場」で放送されたテレビドラマシリーズ。全7回。主演は西郷輝彦。
「オープニングタイトル」のタイトルは『温泉医者殺人事件カルテ』（第1作） → 『温泉医殺人事件カルテ』（第2作） → 『温泉医ぽっかや事件カルテ』（第3作 - 第5作） → 『温泉医ぽっかや診療所事件カルテ』（第6作・第7作）

## キャスト

### フレップ診療所（第1作） → ぽっかや診療所（第2作 - 第7作）
診療所の場所は毎回違う。北海道稚内市の郊外（第1作） → 北海道帯広市の郊外（第2作） → 鹿児島県の開聞岳の麓（第3作） → 北アルプスの麓、信州・安曇野（第4作） → 青森県浅虫温泉（第5作） → 宮城県東松島市奥松島（第6作） → 北海道十勝（第7作）
安野勝次
演 - 西郷輝彦
日本で数多くのバチスタ手術を成功させた心臓外科医。患者たちからは「安勝（あんかつ）先生」と呼ばれている。大の温泉好きから自称「ぽっかや」。金銭に執着がなく貧しい患者からは治療費の代わりに野菜などを貰う。妻は札幌で暮らしている。故郷は鹿児島（第3作）。
花村久枝
演 - 河合美智子
看護師。安野から会計も任されている。

### 警察関係者
野島平太
演 - 火野正平
駐在巡査。バツイチ。安野と久枝からは「平（へい）さん」と呼ばれている。
宮入信吉
演 - 三角八廊【旧・三角八朗】（第1作 - 第6作）、小林すすむ（第7作）
警部補。
田中三郎
演 - 奥久俊樹（第1作 - 第6作）
宮入の部下の刑事。名前は第2作は「田島三郎」になっている。

### スナック五月
稲田さつき
演 - 増子倭文江（第1作 - 第6作）、五月みどり（第7作）
ママ。名前は第1作は「稲村さつき」になっている。
みどり
演 - 夢野まりあ（第2作）、福澄美緒（第4作・第5作）
ホステス。
あおい
演 - 鈴木皓深（第3作 - 第5作）
ホステス。

### ゲスト
第1作「宗谷本線終着駅の女 鹿児島〜北海道3千キロ 連続殺人犯の影を追って…」（2001年）
- 柏木夏子（鹿児島から訪れた女性） - 森下涼子
- 越山正雄（牧場の従業員・尚美の婚約者） - 大沢健
- 倉重守（夏子の連れ） - 綱島郷太郎
- 柿沼尚美（学校教員） - 及森玲子
- 遠山（安野の患者） - 山崎満
- ホテルのフロント係 - 諏訪ひろ代
- 本多彦太郎（兜沼駅 駅長・故人） - 谷村昌彦（ノンクレジット）
- 石川房子（孫六の妻） - 小畠絹子
- 石川孫六（フレップ診療所 先代所長・安野の師匠・故人） - 梅津栄
- 遠田龍夫（役場収入役） - 秋野太作
- 越山きよ（正雄の祖母） - 菅井きん

第2作「帯広行き最終列車特急とかち11号の女 殺人犯人少年Aの謎に外科医のメスが挑む！」（2002年）
- 今野努（牧場の従業員・本名「今井孝」） - 西岡竜一朗
- 吉田ミキ（地元レストランのウェイトレス・今野の恋人） - 日高ひとみ
- 北川さき（邦男の母） - 宮内順子
- 片山タケシ（西田の仲間） - 長尾豪二郎
- 西田靖夫 - 田付貴彦
- 吉田義之（ミキの父） - 小野寺昭
- 川瀬祐介（今日子の息子・8年前死亡） - 川島大
- 高木愛子（祐介の恋人） - 羽賀佳代
- 北川邦男（牧場の主人） - 伊藤孝雄
- 川瀬今日子（安野のインターン時代の同僚） - 栗原小巻

第3作「日本最南端駅から消えた少年 桜島〜霧島〜指宿開聞岳〜新婚植樹園に願う家族の再生」（2003年）
- 吉川美奈子（源三の娘・裕一の妻） - 岩本千春
- 吉川裕一（会社員） - 緒形幹太
- 三崎るり子（MR企画 社長） - 三田篤子
- 吉川真由（裕一と美奈子の長女） - 寉岡瑞希
- 吉川剛（裕一と美奈子の長男） - 金澤翔太
- 村木純 - すわ親治
- 曽根功（調査員） - 若杉宏二
- 藤本恵 - たぬき
- 井沢とし江（老婦人） - 島かおり
- 塚田源三（園芸農家・安野の幼馴染） - 坂上二郎

第4作「名物温泉医が解く小児科医殺しと美しき逃亡者の謎 安曇野〜穂高〜諏訪湖」（2004年）
- 矢野春美（県警捜査一課刑事・安野の大学山岳部時代の友人で遭難死した矢野耕次の娘） - 森下涼子
- 村井真一（真理子の夫・小児科医・3か月前殺害） - 寺杣昌紀
- 倉本陽子（康夫の娘・高校生） - 大久保綾乃
- 倉本健介（康夫の息子・小学生） - 村瀬継太
- 島村玲子（ブティック経営者） - 松阪隆子
- 松山剛志 - 井上康
- 島村和也（六本木のクラブの従業員・玲子の弟） - 賀川黒之助
- 黒島康之（クラブのオーナー） - 山西道広
- 倉本康夫（わさび農園経営・安野の大学山岳部時代の友人・妻と死別） - 下條アトム
- 山岡初美（わさび農園の従業員・本名「村井真理子」） - 根本りつ子

第5作「さいはての岬に立つ女 週刊誌記者殺しが暴く 東京〜福島〜青森浅虫 死の連鎖」（2006年）
- 大谷恵（研修医） - 中原果南
- 戸島幸江（居酒屋「幸」女将） - 大塚良重
- 川畑信吾（役場職員） - 園田裕久
- 田所幸司（東京城栄病院 元医師・1年前死亡） - 佐々木勝彦
- 島本一郎（ルポライター） - 佐渡稔
- 吉野浩之（東京城栄病院 事務長） - 大河内浩
- 週刊誌の編集長 - 市川勇
- 山岸（安野の元同僚医師） - 川端槇二
- 白岩（福島県警捜査一課 警部） - 勢至郎
- 吉川綾（吉川の孫・受験生） - 堀朱里
- 信治（魚屋） - 川本貴則
- 戸島春佳（幸江の娘） - 野村涼乃
- 安野の患者 - 五月晴子
- 安野の患者 - 三上瓔子
- 医師 - 筒井巧
- 森田のぞみ（杏子の娘・3年前死亡） - 山内菜々美
- 少女 - 兼尾瑞穂
- 戸島康一（漁師・春佳の義父・本名「吉沢幹夫」） - 神保悟志
- 森田杏子（旅館の仲居・旧姓は山崎） - 一色彩子

第6作「望郷の岬 奥松島に立つ女 息子よ帰れ、あの海へ！15年前の医療ミスが招いた悲しき親子の別離！銀のブレスレットが真実を暴く」（2007年）
- 藤原里美（藤原の妻） - 喜多嶋舞
- 新井幸一（正造と清子の息子・15年前正造と大喧嘩して故郷を飛び出す） - 石橋保
- 戸村晴彦（戸村総合病院 医師・安野の札幌時代の知り合いで久枝の元恋人） - 綱島郷太郎
- 村田民代 - 大島蓉子
- 藤原清志（東京の勤務医） - 吉満涼太
- 山岡菊夫 - 片岡弘貴
- 戸村栄介（晴彦の父） - 藤田宗久
- 新井清子（正造の妻・15年前死亡） - 藤井佳代子
- 内山健 - 高橋晃
- アナウンサー - 上月麻未
- 三浦（会長） - 園田裕之
- 新井正造（民宿経営者） - 長門裕之

第7作「襟裳の岬に渦巻く陰謀！記憶喪失の旅人をかくまう美人牧場主！北の大地に愛馬よ走れ！」（2009年）
- 木暮亜希子（牧場の主人・安野の亡き親友の妻） - 床嶋佳子
- 木暮由加里（亜希子の姪で養女） - 里久鳴祐果（少女期：藤井玲奈）
- 瀬尾洋平（厩務員・由加里の恋人） - 佐野泰臣
- 松永和也 - 大河内浩
- 藤田智彦（東京の暴力団員） - 武野功雄
- 川島裕介（不動産屋） - 萬雅之
- 佐古井（課長） - 園田裕久
- 木暮真一郎（木暮牧場） - 篠塚勝
- 三宅良治（調教師） - 高田純次
- 岩内仙一（騎手・記憶喪失・本名「井沢昌治」） - 田中健

## スタッフ
- 脚本 - 保利吉紀、真部千晶、石原武龍、成瀬活雄、坂田義和、西村タカシ
- 監督 - 中山史郎、畠山典久
- プロデューサー
  - 松竹芸能 - 木村正人、神野美智子（第1作・第5作）、佐久間博（第2作）、高山良寛（第3作）、高林純平（第6作）、岸田隆夫（第7作）
  - 朝日放送 - 辰野悦央（第1作・第2作）、福永喜夫（第3作）、森山浩一（第6作・第7作）、津川英子（第6作）
- 制作 - 朝日放送、松竹芸能

## 放送日程
| 話数 | 放送日        | サブタイトル | 脚本              | 監督     |
| ---- | ------------- | --- | ----------------- | -------- |
| 1    | 2001年1月20日 | 宗谷本線終着駅の女 鹿児島〜北海道3千キロ 連続殺人犯の影を追って…                                                      | 保利吉紀          | 中山史郎 |
| 2    | 2002年5月18日 | 帯広行き最終列車特急とかち11号の女 殺人犯人少年Aの謎に外科医のメスが挑む！                                            | 保利吉紀 真部千晶 | 中山史郎 |
| 3    | 2003年1月18日 | 日本最南端駅から消えた少年 桜島〜霧島〜指宿開聞岳〜新婚植樹園に願う家族の再生                                         | 真部千晶          | 中山史郎 |
| 4    | 2004年1月17日 | 名物温泉医が解く小児科医殺しと美しき逃亡者の謎 安曇野〜穂高〜諏訪湖                                                   | 石原武龍          | 中山史郎 |
| 5    | 2006年3月11日 | さいはての岬に立つ女 週刊誌記者殺しが暴く 東京〜福島〜青森浅虫 死の連鎖                                               | 成瀬活雄          | 中山史郎 |
| 6    | 2007年2月17日 | 望郷の岬 奥松島に立つ女 息子よ帰れ、あの海へ！ 15年前の医療ミスが招いた悲しき親子の別離！銀のブレスレットが真実を暴く | 坂田義和          | 畠山典久 |
| 7    | 2009年3月21日 | 襟裳の岬に渦巻く陰謀！記憶喪失の旅人をかくまう美人牧場主！北の大地に愛馬よ走れ！                                      | 西村タカシ        | 中山史郎 |